# Селеньи, Иштван
И́штван Се́леньи (венг. Szelényi István; 8 августа 1904, Альтзоль, Австро-Венгрия, теперь Зволен, Словакия — 31 января 1972, Будапешт, Венгрия) — венгерский композитор, музыковед, педагог.

## Биография
Ученик Золтана Кодая (композиция). С 1926 года выступал как пианист, руководил балетной труппой. Гастролировал в Германии и Франции. В музыке следовал традициям Ференца Листа и Бела Бартока. Вёл преподавательскую деятельность. Автор работ по теории и истории музыки («A magyar zene története» - Bdpst, 1959 и другие). В числе его сочинений — фортепианный и два скрипичных концерта, три оратории, симфония, оперетта.
Его сын Ласло Селеньи написал воспоминания об отце «István Szelényi Stiftung» (Ausgabe Herbst 2007).

## Сочинения
- симфония (1946)
- оратория «За мир» (1968)
- оратория «10 дней, которые потрясли мир» (по Джону Риду, 1964; русский текст, 1970)
- и др.